# Xingqi
Xingqi (Wade-Giles Hsing-ch'i, wörtlich Kreisenlassen des Atems) ist eine daoistische Atemmethode, bei der man den Atem im Körper zirkulieren lässt und ihn mit dem Bewusstsein in alle Teile des Körpers führt.
Diese Atemmethode ist aus der Embryonalatmung (Taixi) entstanden und Teil der „Techniken zum Nähren des Körpers“ (Daoyin, Tugu naxin). Sie ist durch eine Inschrift auf einem Gürtelanhängers aus Jade überliefert, die auf das 3. bis 5. Jahrhundert v. Chr. datiert wird.